# Luis Ocaña
Jesús Luis Ocaña Pernía (Priego (Cuenca), 9 de junho de 1945 – Mont-de-Marsan, 19 de maio de 1994) foi um ciclista espanhol.
Foi o vencedor do Tour de France em 1973 .